# Isola Di San Michele
San Michele, ili kako ga venecijanci zovu Otok mrtvih, je otok pretvoren u groblje pored Venecije u Venecijanske laguni. San Michele je administrativno dio venecijanske četvrti  (sestiere) Cannaregio pored koje se neposredno nalazi u pravcu sjeveroistoka.

## Povijest
Zajedno sa susjednim otočićem San Cristoforo della Pace, otok je bio popularno odredište venecijanskih izletnika i ribara. Na otoku je podignuta prva renesansna crkva u Veneciji: - San Michele, arhitekta Maura Codussia 1469. godine, uz crkvu je podignut i samostan kamaldolijanaca. Otoci San Michele i San Cristoforo su 1807. godine, u vrijeme francuske uprave nad gradom izabrani da postanu gradsko groblje, jer se držalo da je staro groblje na kopnu - nehigijensko. Projekte za novo groblje napravio je arhitekt Antonio Selva. Uski kanal koji razdvajao dva otoka nasipan je zemljom 1836. godine, tako je to postao jedinstveni otok, koji je uzeo ime većeg otoka - San Michele.
Otok je nakratko poslužio i kao zatvor za vrijeme napoleonske uprave nad gradom. 
Pokajnici se prevoze do svog posljednjeg počivališta na San Michele u posebnim gondolama. Na groblju se nalaze grobovi mnogih slavnih osoba, poput; Christiana Dopplera, Igora Stravinskog, Josepha Brodskog, Emilija Vedove, Sergeja Pavloviča Djagileva, Ezre Pounda, Luigi Nona i Zorana Mušiča. 
Groblje je uporabi i danas, ali kako sve više nedostaje prostora, poput drugih groblja u Europi, i na San Micheleu se štedi s prostorom, tako da se nakon nekoliko godina mrtvi ekshumiraju, a njihovi ostatci pohranjuju u manje betonske ostave drugom dijelu groblja.

## Vanjske poveznice
- Satelitske snimke na Googlu[neaktivna poveznica]
- Cimetière San Michele (fr.)